# 梁田庚
梁田庚（1960年5月—），中华人民共和国政治人物，籍贯广东省电白区。1976年9月参加工作，1983年4月加入中国共产党。华南农学院（现华南农业大学）农业经济系农业经济管理专业毕业，中国社会科学院财贸经济系商业经济专业硕士，福建农林大学作物栽培学与耕作学专业农学博士研究生学历。中共第十九届中央候补委员。

## 生平
1976年9月至1979年9月，广东省电白县小良知青农场知青。1979年恢复高考后，考入华南农学院农业经济系农业经济管理专业学习。
1983年8月至1989年9月，进入农牧渔业部（1988年更名为农业部）工作，历任教育司干部、副主任科员。其中1983年10月至1984年3月在北京农业大学锻炼，1986年4月至1987年5月在广西壮族自治区巴马瑶族自治县挂职任农委副主任。1989年9月至1992年9月，历任农业部教育宣传司主任科员、农业司主任科员。1992年9月至1994年11月，历任农业司农情信息处副处长、基地处副处长。1994年11月至1995年4月，任农业司粮油处处长。
1995年4月至1998年1月，调入中共中央组织部研究室，任正处级调研员。1998年1月，转任贵州省体改委副主任、党组成员。其中1996年4月至1998年3月在中国社会科学院研究生院财贸经济系商业经济专业学习。
1999年5月调回农业部，历任人事劳动司副司长、司长、部党组成员等职。1999年10月，任农业部人事劳动司副司长。2003年8月，任农业部人事劳动司司长，其中2002年9月至2006年6月在福建农林大学作物栽培学与耕作学专业学习，获农学博士学位。2006年3月至2007年1月，在中共中央党校一年制中青年干部培训班学习。2008年4月至2012年3月，任农业部党组成员兼人事劳动司司长。
2012年3月，调任中共西藏自治区党委常委、组织部部长。
2014年12月，转任中共河北省委常委、组织部部长。2017年，当选为中共十九届中央委员会候补委员。2020年1月10日，任河北省政协副主席。
2020年10月，不再擔任中共河北省委常委、组织部部长。
2021年11月，任河北省政协党组副书记。2023年1月14日，卸任河北省政协副主席职务。